# Shogun: Total War
Shogun: Total War ist ein Computer-Strategiespiel von Creative Assembly für Windows und der erste Teil der Total-War-Reihe. Im Jahr 2000 veröffentlicht, kombinierte es erstmals strategische und taktische Aspekte. Der Strategieteil ist eine PC-Umsetzung des Brettspiels Shogun (erschienen 1986 in der MB Gamemaster Serie, seit 1995 unter dem Namen Samurai Swords). Das Szenario sind daher die japanischen Inseln.

## Szenario
In diesem Szenario steuert der Spieler die Geschicke einflussreicher japanischer Familien, die während der Sengoku-Zeit um die Vorherrschaft in Japan und den zugehörigen Inseln kämpfen. Eine der historischen Schlachten ist die vierte Schlacht von Kawanakajima.
Im Vergleich zu den Nachfolgern begrenzt die Geographie und Ausdehnung des Szenarios die strategischen Möglichkeiten.

## Spielprinzip
Das Hauptspiel bietet den aus Globalstrategiespielen bekannten Endlosmodus. In dieser Kampagne werden Strategie- und Taktikteile so kombiniert, dass die Ergebnisse, die der Spieler in einem Teil erzielt, die Situation im jeweils anderen Teil beeinflussen. Das Ziel ist es dabei, die dem Spieler gehörende Fraktion unter den gegebenen Ausgangsbedingungen zum Sieg zu führen. Dieser kann in allen fünf Spielen durch Dominanz auf der Strategiekarte erreicht werden.
Zusätzlich besteht die Möglichkeit, einzelne Schlachten separat im Taktikteil auszutragen. Dabei handelt es sich entweder um nachspielbare historische Schlachten oder vom Spieler selbsterstellte Szenarien. Die Mehrspieleroption ist auf den separaten Taktikteil beschränkt.

### Strategie-Teil
Auf einer zweidimensionalen Übersichtskarte werden Provinzen verwaltet und Befehle an Truppen gegeben, sowie strategische Einheiten verwendet, unter anderem zum Betreiben von Diplomatie.
Die Übersichtskarte orientiert sich am Szenario. Auf der Karte werden Land- und (in den ersten beiden Spielen) Seebereiche des Szenarios in Provinzen bzw. Gebiete unterteilt. In jeder dieser Provinzen befindet sich eine Stadt, deren Werte diese Provinz repräsentieren. Es werden nur die jeweiligen Provinzstädte vom Spieler verwaltet. In diesen lassen sich dann einerseits Gebäude und Anlagen bauen, um die Werte der Stadt zu verbessern, und andererseits Truppen und strategische Einheiten ausheben.
Mit strategischen Einheiten kann Diplomatie betrieben werden, spioniert werden, gegnerische Persönlichkeiten ausgeschaltet werden und strategische Einheiten eliminiert werden. Es stehen noch weitere Einheiten und Funktionen zur Verfügung, die sich jedoch in den einzelnen Teilen der Reihe unterscheiden.
Die Truppen können zur Kriegführung eingesetzt werden, indem sie auf der Strategiekarte bewegt werden. Sie lassen sich zu Armeen gruppieren, um dem Spieler die Organisation zu erleichtern. Sobald eine Armee mit einer feindlichen Armee zusammentrifft, kann sich der Spieler entscheiden, ob der Feind bekämpft oder die eigenen Truppen zurückgezogen werden sollen. Der Kampf lässt sich dann entweder automatisch berechnen oder vom Spieler auf einer dreidimensionalen Karte austragen (siehe Taktikpart). Dabei entspricht die Situation im Taktikpart der des Strategieparts, einschließlich Truppenanzahl und -typen, Gelände und klimatischen Verhältnissen.

### Taktik-Teil
In einer dreidimensionalen Umgebung werden Schlachten zwischen zwei oder mehr Fraktionen ausgetragen. Jede Fraktion führt dabei Einheiten ins Feld, die jeweils aus 12 bis 240 Soldaten bestehen. Die Anzahl der Einheiten pro Armee ist auf 16 begrenzt, so dass eine Armee aus bis zu 4.800 Soldaten bestehen kann. Die Besonderheit der Total-War-Reihe besteht darin, dass jeder einzelne Soldat dargestellt und berechnet wird, sodass Schlachten entstehen können, in denen bis zu 38.400 Soldaten und ein General pro Armee, inklusive des zu diesem Szenario passenden Kriegsgeräts wie Pferde, Ballisten, Katapulte usw., teilnehmen.
Die Uniformen und Waffen der Soldaten entsprechen meist denen ihrer historischen Vorbilder. Diese Einheiten können dann Befehle erhalten. Dies schließt Bewegungs- und Angriffsbefehle ebenso ein wie Formations- und Verhaltensanweisungen. Letztere können sich sowohl auf die direkte Kampfkraft als auch auf die Moral der Einheiten auswirken, was ein wichtiger Faktor in diesen Taktikschlachten ist.
Der Gegner ist besiegt, wenn sich entweder keine gegnerischen Truppen mehr auf der Taktikkarte befinden oder wenn alle noch darauf befindlichen Truppen fliehen. Auch kann man eine Schlacht durch Ablaufen des Zeitkontingents gewinnen, welches zuvor in den Einstellungen gesetzt werden kann. Des Weiteren gibt es viele andere Möglichkeiten, die Schlacht zu gewinnen.

## Mongol Invasion(Add-on)
Mit diesem Add-on wurde Shogun um das Szenario und die Fraktionen und Einheiten der mongolischen Invasion ergänzt. Die zwei verfeindeten Parteien sind die Hōjō und die Mongolen, die am Anfang des Spiels in Kyūshū landen.
Die Mongolen verfügen über schwere mongolische Kavallerie, leichte berittene Bogenschützen, Naphthawerfer und koreanische Speerträger. Ihre stärkste Einheit ist die schwere mongolische Kavallerie. Sie können als einzige Gebäude Wachtürme errichten, sind somit für Nachschub vollständig vom Festland abhängig. Nachschub an Truppen gibt es abhängig von den Eroberungen und den geraubten Koku. Die Mongolen haben anfangs eine extreme lokale Überlegenheit.